# Charoniidae
Charoniidae  Powell, 1933 è una famiglia di molluschi gasteropodi della sottoclasse Caenogastropoda.

## Descrizione
La famiglia Charoniidae contiene conchiglie di dimensioni da grande a molto grande, fusiforme, pesante, opercolata, con vortici portanti fino a 2 varici, raramente collegati a quelli di vortici adiacenti; ultima spirale che misura circa 2/3 dell'altezza totale del guscio; apertura subcircolare, con una serie di grandi denti all'interno del margine labiale; callo columellare fornito in modo adattivo con una forte piega obliqua e rugoso in modo casuale altrove; canale sifonale anteriore aperto, semitubolare, marcato ma non lungo; canale posteriore ridotto a una specie di tacca o ondulazione labiale vicino alla piega columellare inclinata. L'animale emette un potente colorante.
La famiglia è distribuita nelle acque temperate e tropicali. Alcune specie sono presenti nel Mediterraneo.

## Tassonomia
La famiglia è composta da un genere esistente ed uno estinto:
- Genere Charonia Gistel, 1847
- Genere † Protocharonia Craig & Tracey, 2020